# Mannen die seks hebben met mannen

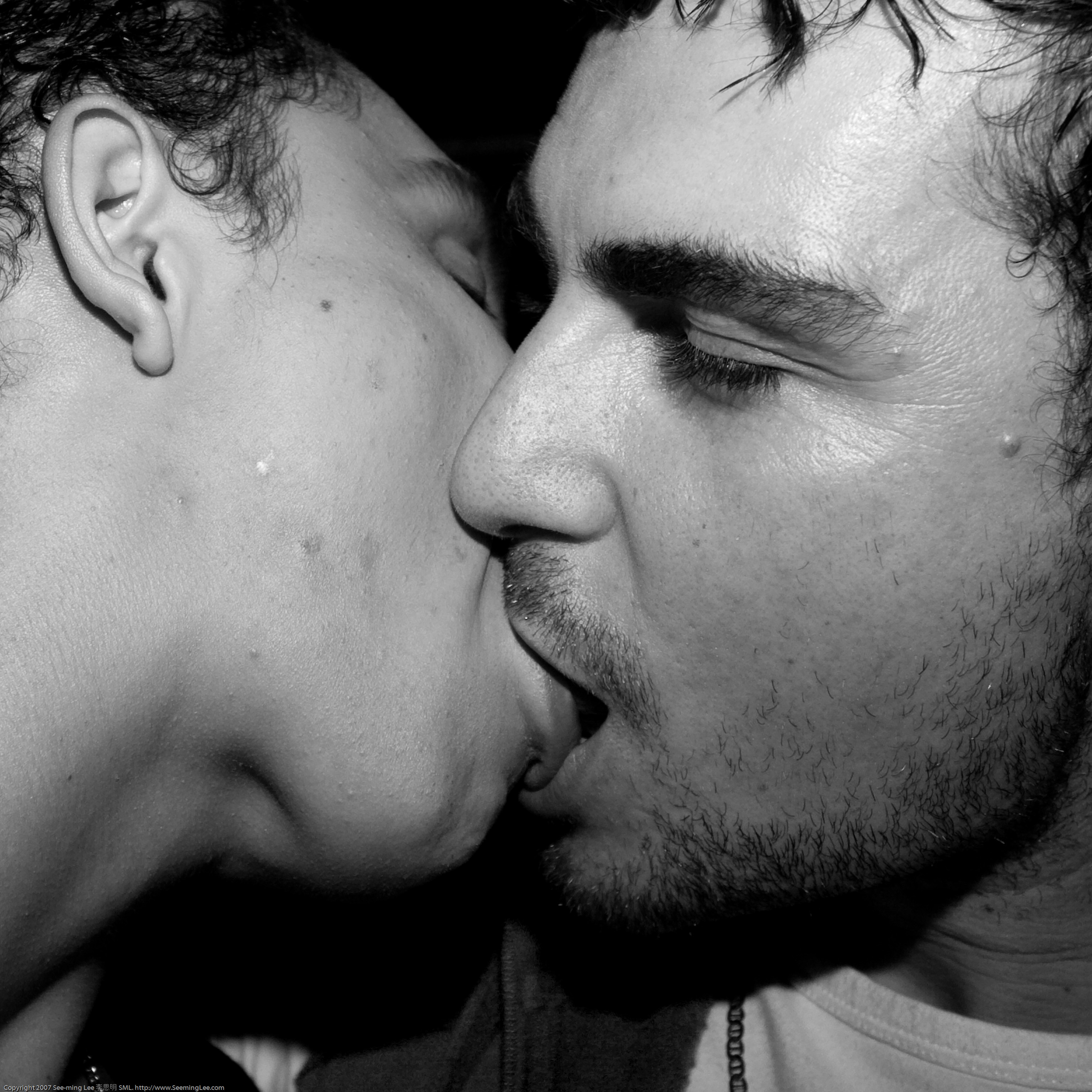
Twee mannen zoenen elkaar

Mannen die seks hebben met mannen, vaak afgekort als MSM, is een seksuologische classificatie die generieker is dan homoseksualiteit. MSM verwijst naar mannen die seksueel contact hebben (gehad) met andere mannen, ongeacht hun seksuele oriëntatie of seksuele identiteit. De term werd in de jaren 1990 geïntroduceerd door epidemiologen om de verspreiding van seksueel overdraagbare aandoeningen zoals hiv/aids scherper te omlijnen en te communiceren. Onderzoekers zochten naar een neutrale populatie-aanduiding die alle onderling seksueel actieve mannen behelst, niet strikt degenen die zich identificeren als bijvoorbeeld homo, biseksueel of queer. Ook mannelijke sekswerkers vallen onder de betekenis. 
De term wordt vaak gebruikt in medische literatuur en sociaal onderzoek om dergelijke mannen als groep te beschrijven. MSM beschrijft geen specifiek soort seksuele activiteit, en welke activiteiten onder de term vallen, hangt af van de context.

## Gedragscategorie
De term mannen die seks hebben met mannen werd sinds de jaren 1990–2000 steeds vaker gebruikt in onderzoeken over volksgezondheid, met name in de context van hiv/aids. In de epidemiologische wetenschap werden uitspraken gedaan over ziekterisico's die puur voortkwamen uit gedrag, en die verder losstonden van sociaal-seksuele identiteit (zoals 'homo', 'biseksueel' of 'heteroseksueel'). Hierdoor kreeg de overkoepelende gedragscategorie MSM als ondubbelzinnig en neutraal begrip de voorkeur. Het voorkwam bovendien verwarring, omdat een man die zichzelf identificeert als heteroseksueel desondanks seksueel actief kan zijn met andere mannen; en daarnaast hoeft man die zichzelf identificeert als homo niet noodzakelijkerwijs seksueel actief te zijn.

## Prevalentie
De frequentie van seksueel contact tussen mannen in de bevolking is lastig te bepalen, onder meer vanwege de angst voor stereotypering en stigmatisering. Internationale variaties in cultuur en morele waarden vormen ook een extra moeilijkheid bij het bereiken van een schatting die geldig is over de hele wereld. Geanonimiseerde enquêtes geven vaak wisselende resultaten, bijvoorbeeld door generatiefactoren, aangezien homoseksueel gedrag in de loop van de tijd meer of minder gebruikelijk kan worden, of door verschillen in onderzoeksmethode. Personen lijken homoseksueel gedrag eerder toe te geven in online vragenlijsten dan in de spreekkamer.
Onderstaande gegevens zijn afkomstig uit vaktijdschriften, wetenschappelijke boeken, rapporten van erkende opiniepeilers of institutionele webpagina's. Verschillen tussen percentages kunnen voortkomen uit leeftijdsverschillen, bias en methodologie.
| Land               | % mannen, ervaring met hetzelfde geslacht | Jaar      | Steekproef           | Referentie |
| ------------------ | ----------------------------------------- | --------- | -------------------- | ---------- |
| Frankrijk          | 16%                                       | 2014      | Representatief       | [ 6 ]      |
| Groot-Brittanië    | 21%                                       | 2020      | Representatief       | [ 7 ]      |
| Israël             | 10,2%                                     | 2011      | Seculier, 18–44 jaar | [ 8 ]      |
| Nederland          | 9,9%                                      | 2023      | Representatief       | [ 9 ]      |
| Noorwegen          | 14,9%                                     | 2020      | Representatief       | [ 10 ]     |
| Parijs (Frankrijk) | 27%                                       | 2016      | Representatief       | [ 11 ]     |
| Portugal           | 14.96%                                    | 2010–2011 | Studenten            | [ 12 ]     |
| Spanje             | 19.7%                                     | 2011      | Studenten            | [ 13 ]     |
| Verenigde Staten   | 18%                                       | 2018      | Representatief       | [ 14 ]     |